# Sergej Ivanovič Vavilov
Sergej Ivanovič Vavilov (rusko Серге́й Ива́нович Вави́лов), ruski fizik, * 24. marec 1891, Moskva, Ruski imperij (sedaj Rusija), † 25. januar 1951, Moskva, Sovjetska zveza (sedaj Rusija).
Vavilov je bil predsednik Sovjetske akademije znanosti v Moskvi in dopisni član SAZU od 7. novembra 1947. Po njem se imenuje Državni optični inštitut v Sankt Peterburgu, ki so ga ustanovili leta 1918 na pobudo Roždestvenskega.